# Léon Mercadet
Léon Mercadet, né Yves-Henri Gloux, né le 7 juin 1950 et mort le 22 juin 2014,, est un journaliste, traducteur et chroniqueur culturel français.

## Biographie
Après être passé au journal de la Ligue communiste révolutionnaire Rouge et avoir travaillé pour Actuel (à partir de 1972) et Nova Magazine, il a animé avec Raphaël Hitier I comme Icare, l'émission scientifique de la chaîne i-Télé. Entre 2004 et 2013, il est chroniqueur pour l'émission La Matinale diffusée sur Canal+.
Il écrit plusieurs ouvrages, tels La Brigade Alsace-Lorraine (1985) pour lequel il reçoit le prix Boudenoot de l'Académie française, Culture Confiture (2003) et cosigne d'autres comme Au parti des socialistes (1975) avec Jean-François Bizot et Patrice Van Eersel. Également en collaboration avec Jean-François Bizot, il signe la traduction française de plusieurs œuvres de Charles Bukowski.
Léon Mercadet traduit également trois ouvrages de Dan Fante parus aux éditions 13e note.
Son pseudonyme, trouvé au temps d’Actuel, est l'association du prénom de Léon Trotski et du nom de famille francisé de son assassin Ramón Mercader.